# Czwarty Świat

Kraje Czwartego Świata (obecne oznaczono na granatowo a byłe na zielono)

Czwarty Świat – powstała w wyniku sporów dotyczących klasyfikacji krajów rozwijających się grupa krajów o najmniejszym wskaźniku rozwoju społecznego. Grupa ta obejmuje około 50 państw, z czego według danych ONZ na rok 2006 najmniej rozwiniętym państwem świata jest Timor Wschodni.
W teorii konwergencji zakładano, że w przyszłości państwa Trzeciego Świata znajdą się na tej samej linii rozwoju co państwa Pierwszego i Drugiego Świata, co stworzyło problem z nazwaniem państw najwolniej rozwijających się lub prawie nierozwijających się, będących daleko od takich rokowań. Wiele państw Trzeciego Świata utrzymywało stały wzrost standardów życia, natomiast część, zwłaszcza te dotknięte klęskami żywiołowymi, nie wykazywała zmian w tym kierunku, pozostając na ostatnich miejscach rankingu rozwoju społecznego.
Obecnie pod pojęciem Czwartego Świata najczęściej rozumie się kraje najuboższe, o najniższym produkcie krajowym brutto i wskaźniku rozwoju społecznego, z wysoką umieralnością i niskim standardem życia, dotknięte najczęściej klęskami żywiołowymi, konfliktami zbrojnymi, niekiedy problemem masowego głodu obywateli. 
Kraje najsłabiej rozwinięte stanowią mniejszość świata w porównaniu z krajami rozwiniętymi lub wysoko rozwiniętymi – zarówno pod względem ich liczby oraz liczebności populacji, jak i powierzchni tych państw.